# Piper sapotoyacuense
Piper sapotoyacuense är en pepparväxtart som beskrevs av William Trelease. Piper sapotoyacuense ingår i släktet Piper och familjen pepparväxter. Inga underarter finns listade i Catalogue of Life.